# Listă de filme de groază din 1992
Aceasta este o listă de filme de groază din 1992.
| Titlu                                              | Regizor                      | Distribuție                                            | Țara                                                                               | Note            |
| -------------------------------------------------- | ---------------------------- | ------------------------------------------------------ | ---------------------------------------------------------------------------------- | --------------- |
| Alien 3                                            | David Fincher                | Sigourney Weaver, Charles S. Dutton, Charles Dance     | Statele Unite ale Americii                                                         | [ 1 ]           |
| All Night Long                                     | Katsuya Matsumura            | Ryôsuke Suzuki, Yôji Ietomi, Ryōka Yuzuki              | Japonia                                                                            |                 |
| Amityville: It's About Time                        | Tony Randel                  | Stephen Macht, Nita Talbot                             | Statele Unite ale Americii                                                         | Direct-to-video |
| Basket Case 3: The Progeny                         | Frank Henenlotter            | Annie Ross, Kevin Van Hentenryck, Dan Biggers          | Statele Unite ale Americii                                                         | [ 3 ]           |
| Battle Girl: The Living Dead in Tokyo Bay          | Kazuo Komizu                 | Toshiya Ito, Devil Masami, Eagle Sawai                 | Japonia                                                                            | [ 4 ]           |
| Braindead                                          | Peter Jackson                | Timothy Balme, Diana Penalver, Elizabeth Moody         | Noua Zeelandă                                                                      | [ 5 ]           |
| Buffy the Vampire Slayer                           | Fran Rubel Kuzui             | Hilary Swank, Kristy Swanson, Rutger Hauer             | Statele Unite ale Americii                                                         | [ 6 ]           |
| The Burning Moon                                   | Olaf Ittenbach               | Andrea Arbter, Kurt Nauder, Barbara Woderschek         | Germania                                                                           |                 |
| Bram Stoker's Dracula                              | Francis Ford Coppola         | Gary Oldman, Winona Ryder, Anthony Hopkins             | Statele Unite ale Americii                                                         | [ 7 ]           |
| Candyman                                           | Bernard Rose                 | Virginia Madsen, Tony Todd, Xander R. Berkeley         | Statele Unite ale Americii                                                         | [ 8 ]           |
| Dangerous Seductress                               | H. Tjut Djalil               | Amy Weber, Simon Jonathan Wood, Tonya Lawson           | Indonezia · Filipine                                                               | [ 9 ]           |
| Demonic Toys                                       | Peter Manoogian              | Jeff Celentano, Tracy Scoggins, Bentley Mitchum        | Statele Unite ale Americii                                                         |                 |
| Dolly Dearest                                      | Maria Lease                  | Denise Crosby, Sam Bottoms, Rip Tom                    | Statele Unite ale Americii                                                         | [ 10 ]          |
| Dr. Giggles                                        | Manny Coto                   | Larry Drake, Holly Marie Combs, Cliff De Young         | Statele Unite ale Americii                                                         | [ 11 ]          |
| Drillbit                                           | Alex Chandon                 | Saul Brignell, Lino Raffa, Ben Befell                  | Regatul Unit al Marii Britanii și al Irlandei de Nord                              |                 |
| Dust Devil                                         | Richard Stanley              | Robert John Burke, Chelsea Field, Zakes Mokae          | Regatul Unit al Marii Britanii și al Irlandei de Nord · Statele Unite ale Americii | [ 12 ]          |
| Fraternity Demon                                   | C.B. Rubin                   | Charles Laulette, Michael McKay, Adam Lieberman        | Statele Unite ale Americii                                                         | [ 13 ]          |
| The Gate II: Trespassers                           | Tibor Takács                 | Louis Tripp, Simon Reynolds, James Villemaire          | Canada                                                                             | [ 14 ]          |
| Grave Secrets: The Legacy of Hilltop Drive         | John Patterson               | Patty Duke, David Selby                                | Statele Unite ale Americii                                                         | TV film         |
| Hellmaster                                         | Douglas Schulze              | David Emge, John Saxon, Jeff Rector                    | Statele Unite ale Americii                                                         | [ 16 ]          |
| Hellraiser III: Hell on Earth                      | Anthony Hickox               | Terry Farrell, Doug Bradley, Paula Marshall            | Statele Unite ale Americii                                                         | [ 17 ]          |
| Highway to Hell                                    | Ate de Jong                  | Chad Lowe, Kristy Swanson, Patrick Bergin              | Statele Unite ale Americii                                                         | [ 18 ]          |
| House IV                                           | Lewis Abernathy              | Terri Treas, William Katt, Scott Burkholder            | Statele Unite ale Americii                                                         |                 |
| Innocent Blood                                     | John Landis                  | Anne Parillaud, David Proval                           | Statele Unite ale Americii                                                         | [ 19 ]          |
| The Lawnmower Man                                  | Brett Leonard                | Pierce Brosnan, Geoffrey Lewis, Dean Norris            | Regatul Unit al Marii Britanii și al Irlandei de Nord                              | [ 20 ]          |
| Mad at the Moon                                    | Martin Donovan               | Mary Stuart Masterson, Hart Bochner, Fionnula Flanagan | Statele Unite ale Americii                                                         | [ 21 ]          |
| Maniac Cop III: Badge of Silence                   | William Lustig, Joel Soisson | Robert Davi, Caitlin Dulany, Gretchen Becker           | Statele Unite ale Americii                                                         |                 |
| Netherworld                                        | David Schmoeller             | Michael Bendetti, Denise Gentile, Holly Floria         | Statele Unite ale Americii                                                         |                 |
| Nightmare Asylum                                   | Todd Sheets                  | Jenny Admire, Lori Hassel, Veronica Orr                | Statele Unite ale Americii                                                         | [ 22 ]          |
| Pet Sematary II                                    | Mary Lambert                 | Edward Furlong, Anthony Edwards, Clancy Brown          | Statele Unite ale Americii                                                         | [ 23 ]          |
| Prom Night IV: Deliver Us from Evil                | Clay Borris                  | Nicole deBoer, Alden Kane, Joy Tanner                  | Statele Unite ale Americii · Canada                                                |                 |
| Reanimator Academy                                 | Judith Priest                | Julian Scott, Sarah Paxton, J. Scott Guy               | Statele Unite ale Americii                                                         | [ 24 ]          |
| The Resurrected                                    | Dan O'Bannon                 | John Terry, Jane Sibbett, Chris Sarandon               | Regatul Unit al Marii Britanii și al Irlandei de Nord · Statele Unite ale Americii | [ 25 ]          |
| Scanners III: The Takeover                         | Christian Duguay             | Steve Parrish, Liliana Komorowska, Valerie Valois      | Canada · Statele Unite ale Americii                                                | [ 26 ]          |
| Sleepwalkers                                       | Mick Garris                  | Brian Krause, Mädchen Amick, Alice Krige               | Statele Unite ale Americii                                                         | [ 27 ]          |
| Spellcaster                                        | Rafal Zielinski              | Gail O'Grady, Adam Ant                                 | Statele Unite ale Americii                                                         |                 |
| Stepfather III                                     | Guy Magar                    | Robert Wightman, Priscilla Barnes, Season Hubley       | Statele Unite ale Americii                                                         | Television film |
| Tetsuo II: Body Hammer                             | Shinya Tsukamoto             | Tomoroh Taguchi, Shinya Tsukamoto                      | Japonia                                                                            | [ 29 ]          |
| To Sleep with a Vampire                            | Adam Friedman                | Charlie Spradling, Scott Valentine, Ingrid Vold        | Statele Unite ale Americii                                                         | [ 30 ]          |
| The Unnamable II: The Statement of Randolph Carter | Jean-Paul Ouellette          | Mark Kinsey Stephenson, Charles Klausmeyer             | Statele Unite ale Americii                                                         | [ 31 ]          |
| The Untold Story                                   | Herman Yau                   | Anthony Wong, Danny Lee                                | Hong Kong                                                                          | [ 32 ]          |
| Winterbeast                                        | Christopher Thies            | Tim R. Morgan, Lissa Breer                             | Statele Unite ale Americii                                                         | [ 33 ]          |
| Witchcraft IV: The Virgin Heart                    | James Merendino              | Charles Solomon Jr., Orien Richman, Jeremy Kasten      | Statele Unite ale Americii                                                         | [ 34 ]          |
| Witchcraft V: Dance with the Devil                 | Talun Hsu                    | Freddy Andreiuci, Ayesha Hauer, Drew Peloso            | Statele Unite ale Americii                                                         | [ 35 ]          |